# Kim ngân
Kim ngân hay nhẫn đông (danh pháp hai phần: Lonicera japonica) là loài thực vật bản địa của miền Bắc Việt Nam, Trung Quốc (Hoa Bắc, Hoa Đông và Đài Loan), Nhật Bản, Triều Tiên.

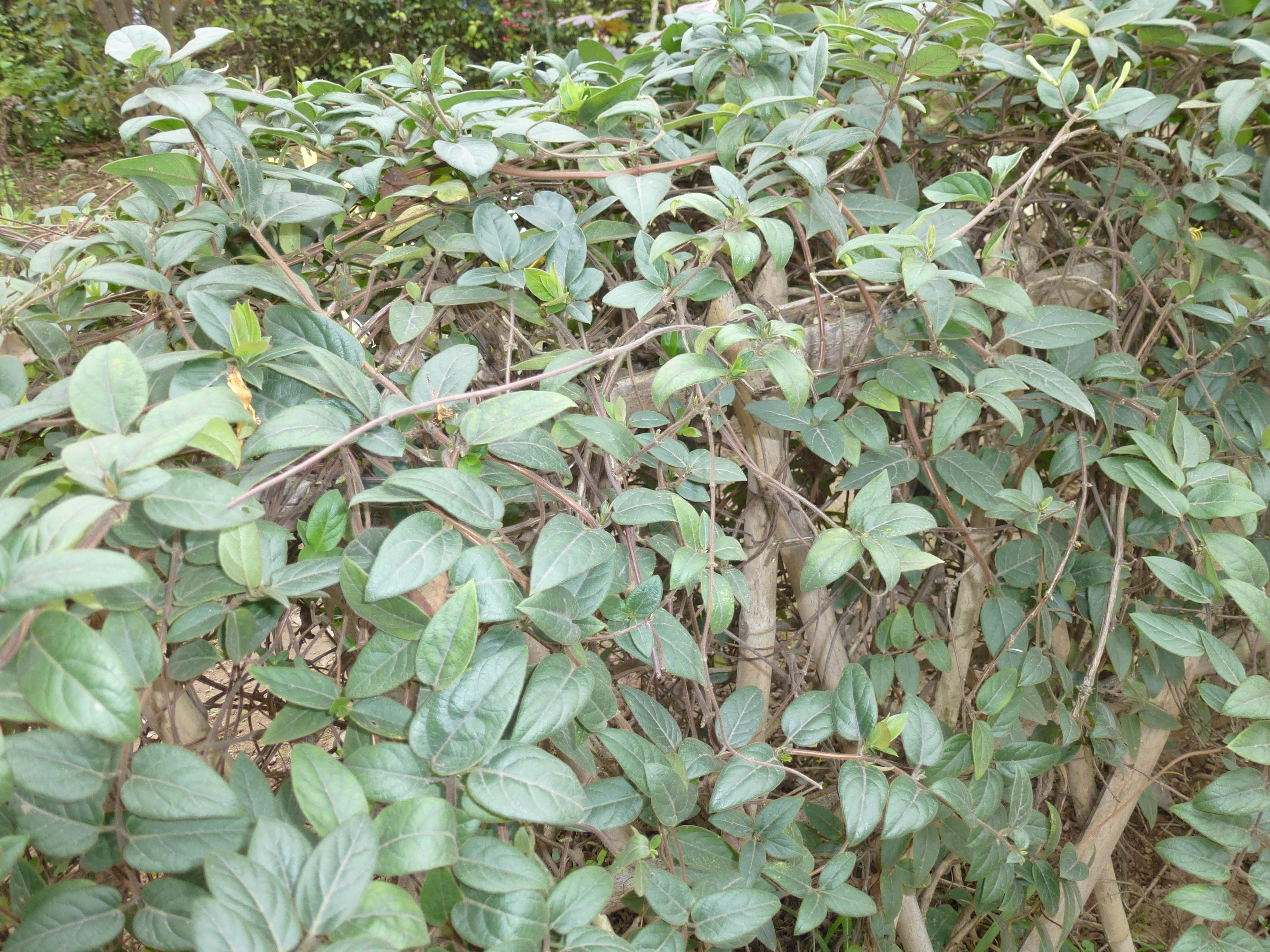
Kim ngân, chụp tại Bảo tàng Dân tộc học Việt Nam

Cây kim ngân mọc khá phổ biến ở miền Bắc Việt Nam và được trồng rộng khắp tại Việt Nam. Tại một số nước, kim ngân là loài cây xâm thực.

## Đặc điểm và sử dụng
Cây dây leo quấn, ra hoa từ tháng 4 đến tháng 7. Hoa kim ngân dùng để chữa các bệnh ngoài da, ho, viêm mũi dị ứng và giải nhiệt.

## Hình ảnh

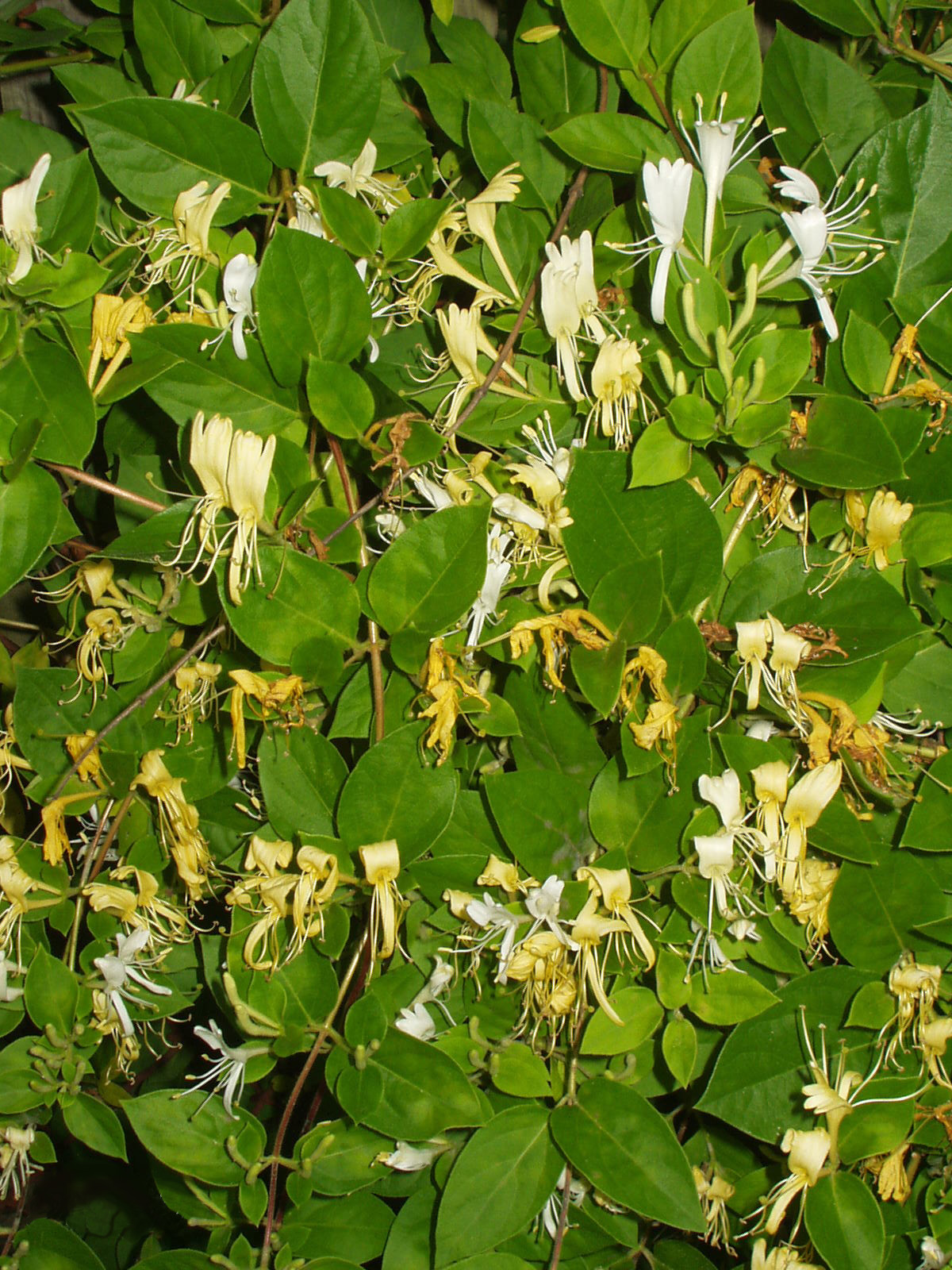
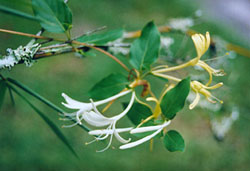
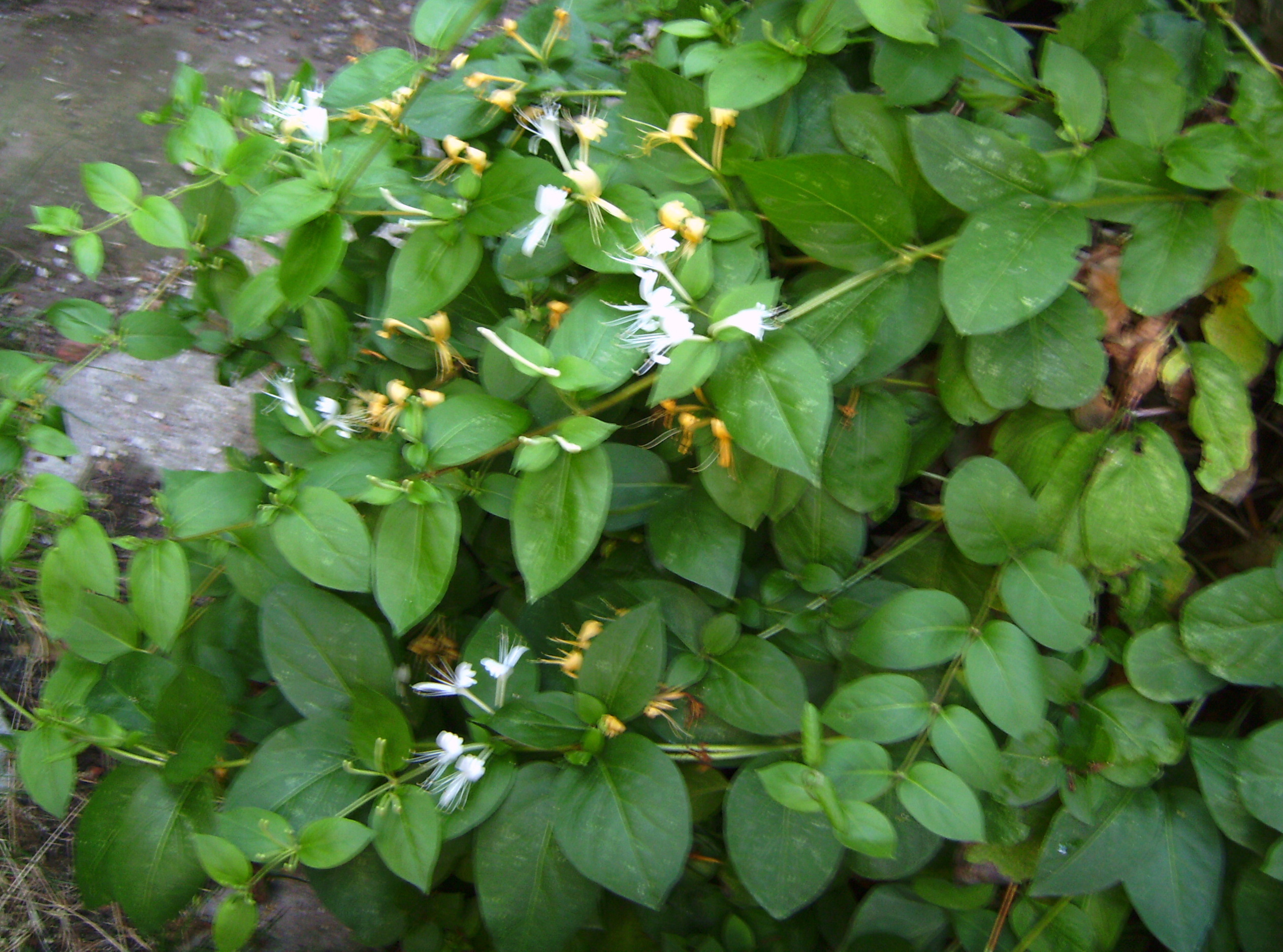
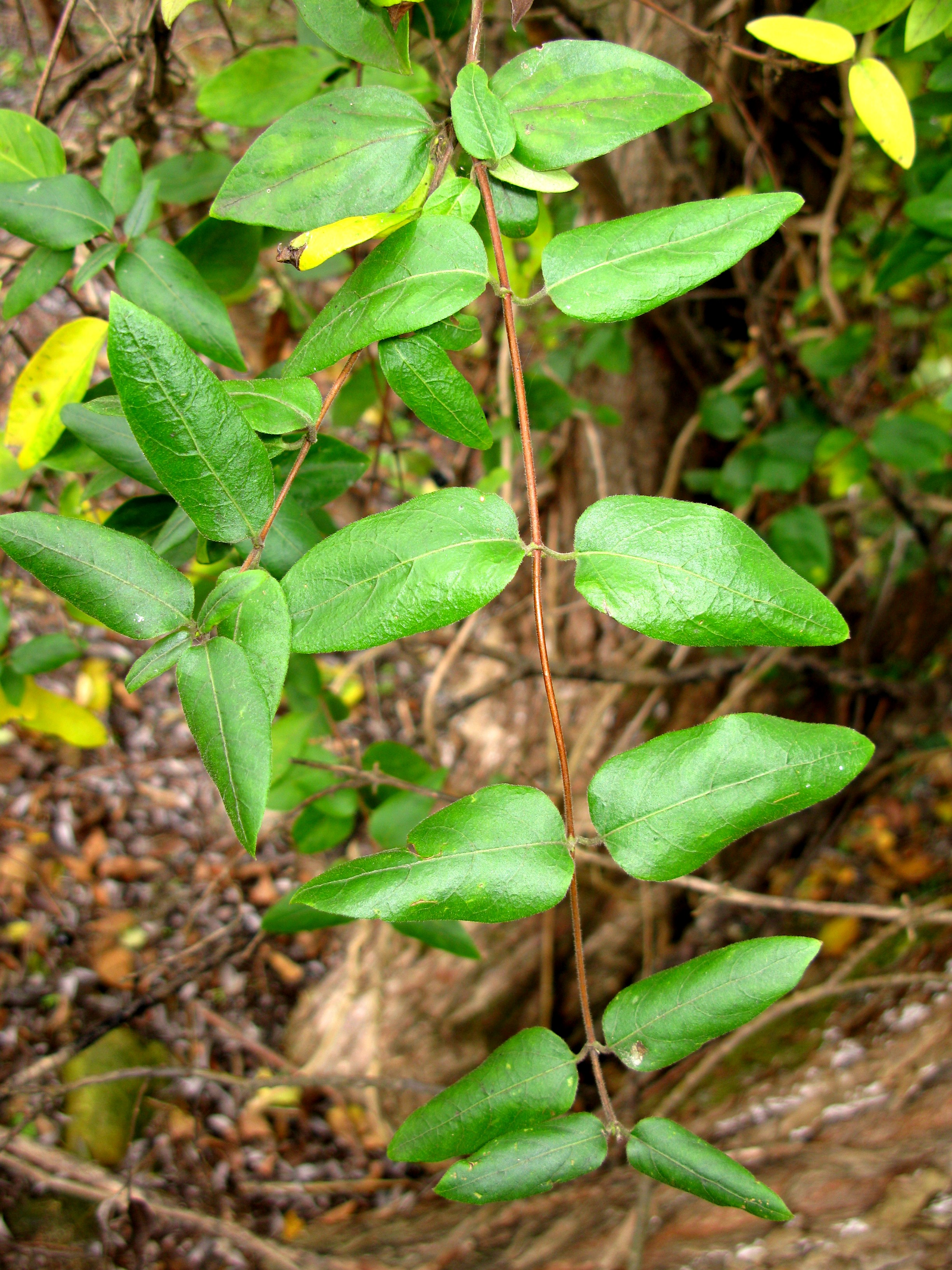